# Talsperre Einsiedel
Die Talsperre Einsiedel ist eine Talsperre im Freistaat Sachsen. Sie dient der Trinkwasserversorgung von Chemnitz und im Verbund mit dem Talsperrensystem „Mittleres Erzgebirge“ neben den Talsperren Neunzehnhain I, II und Saidenbach dem ganzen Versorgungsgebiet des Zweckverbandes Fernwasser Südsachsen. 

## Bauweise, Nutzung und Geschichte

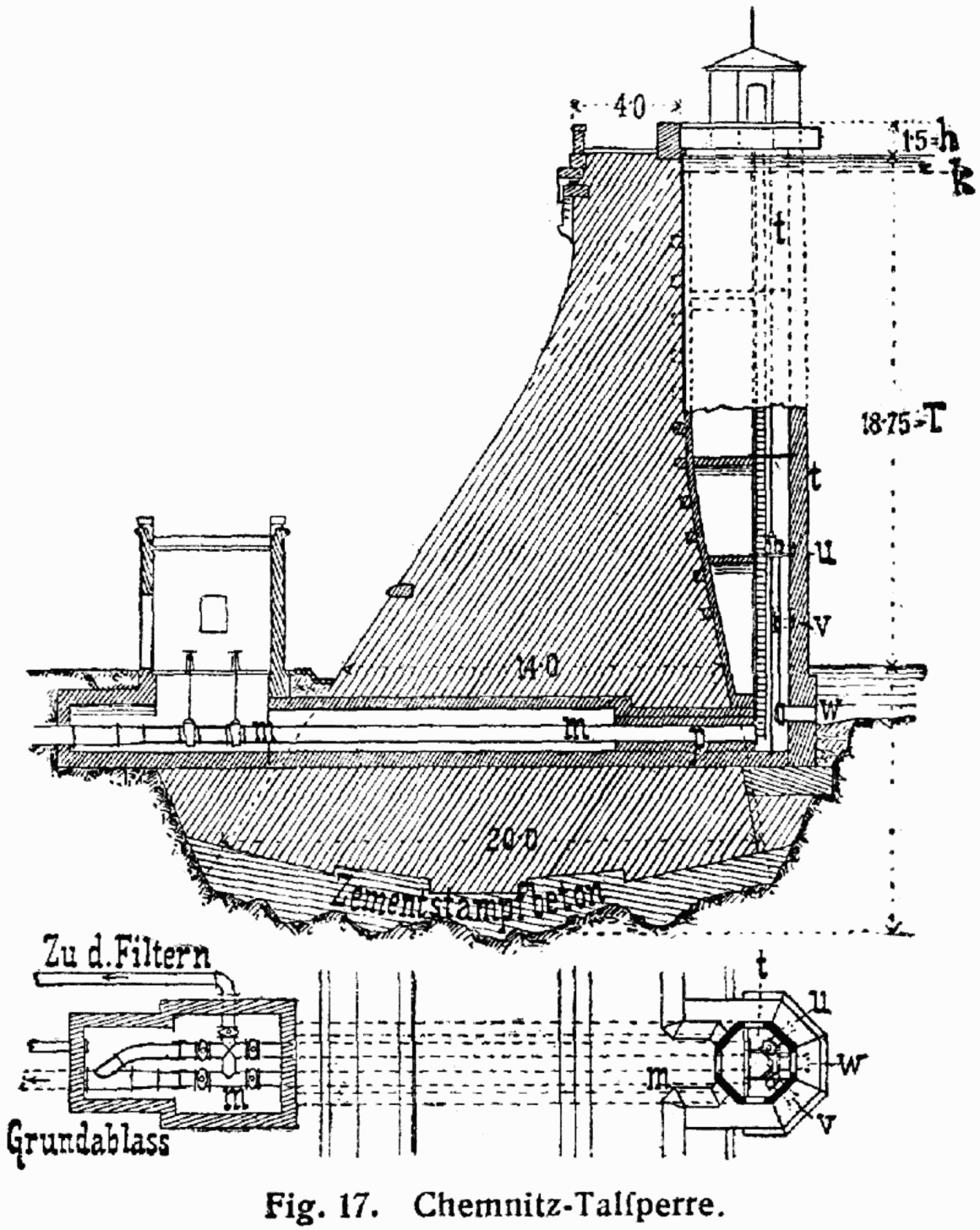
Schnitt durch die Talsperre

Im Mai 1883 überschritt Chemnitz die Einwohnerzahl von 100.000 und wurde die 15. Großstadt Deutschlands. Die Trinkwasserversorgung der Stadt erfolgte durch ein 1872–1874 erbautes Wasserwerk, das aber den steigenden Wasserbedarf der weiter wachsenden Stadt nicht mehr decken konnte. Eine Kapazitätserweiterung war aufgrund begrenzter Geländeverhältnisse und einer zunehmenden Verschmutzung der Zwönitz nicht mehr möglich, so dass die Wassergewinnung von Grund- auf Oberflächenwasser umgestellt werden musste. Gegen den Talsperrenstandort im Stadtguttal hatte die Gemeindeverwaltung des unterhalb der geplanten Staumauer gelegenen Einsiedel unter dem Eindruck des 1889 erfolgten Bruchs der South-Fork-Talsperre mit ca. 2.200 Toten erfolglos Einspruch erhoben.  
Zwischen dem 7. November 1890 (Grundsteinlegung) und dem 14. Juni 1894 (Einweihung) entstand die älteste Trinkwasser-Staumauer Sachsens, die zugleich nach der Eschbachtalsperre und der Panzertalsperre die (inzwischen, im 21. Jahrhundert) drittälteste in Deutschland ist. Die Baukosten beliefen sich auf 1,3 Mio. Mark, im Schnitt waren 142 Arbeiter bei der Errichtung beschäftigt. Zur Wasseraufbereitung entstand unterhalb der Staumauer ein Wasserwerk, welches das aufbereitete Wasser über einen 3,3 km langen Stollen in das Chemnitzer Wasserleitungsnetz leitete. 
Zum Zeitpunkt der Inbetriebnahme galt die Talsperre Einsiedel als technische Meisterleistung. Sie wurde auf den Weltausstellungen in Paris (1900) und St. Louis (1904) ausgezeichnet.
Die Staumauer der Talsperre Einsiedel ist eine gekrümmte Gewichtsstaumauer aus Bruchsteinmauerwerk teilweise nach dem Intze-Prinzip, hat aber keinen Intzekeil, keine Stauwanddrainage und auch keinen wasserseitigen Schutzmantel (Verblendung).
Sie ist eine „große Talsperre“ nach ICOLD-Kriterien. Das gestaute Gewässer ist der Stadtguttalbach, außerdem gibt es eine Überleitung von der Talsperre Neunzehnhain I.
Die Talsperre dient der Trinkwassergewinnung, deshalb sind Baden, Angeln, Freizeitsport etc. im Stausee nicht möglich. Die Talsperre dient nur in geringem Maße dem Hochwasserschutz.